# 38674 Těšínsko
38674 Těšínsko è un asteroide della fascia principale. Scoperto nel 2000, presenta un'orbita caratterizzata da un semiasse maggiore pari a 2,2496784 UA e da un'eccentricità di 0,2267770, inclinata di 7,42849° rispetto all'eclittica.